# Panzer Elite
Panzer Elite est un jeu de simulation développé par Wings Simulations (de) et édité par Psygnosis Limited, sorti le 30 septembre 1999. Le scénario se situe dans la période de la Seconde Guerre mondiale. Dans ce jeu le joueur dirige des chars de combat.

## Réception
- GameSpot : 8,1/10[1], IGN : 5,3/10[2], Gamekult : 3/10[3], Jeuxvideo.com : 9/20[4].

## Suite

### Panzer Elite Action
Une suite, développée par la société slovène ZootFly de jeu vidéo et éditée par JoWooD Entertainment est sortie en 2006, plus arcade que l'opus précédent : Panzer Elite Action : Fields of Glory.
Le jeu comporte plusieurs campagnes : la campagne de Tunisie (extension stand-alone Dunes of War), la campagne de Pologne, la bataille de France, l'opération Barbarossa, la bataille de Koursk et la bataille de Normandie de 1944.
Côté allemand, les chars Panzer III, Panzer IV et Tigre I sont jouables. Côté soviétique, les chars T-34, Josef Stalin et KV-1 sont jouables tandis que côté américain il est possible de prendre le contrôle d'un Char M24 Chaffee, d'un Sherman Firefly, ou encore d'un Char M26 Pershing.
Le mode multijoueur permet d'affronter jusqu'à 32 joueurs en ligne. 3 classes de chars sont disponibles : char léger (frappe aérienne), char moyen (mines), char lourd (logistique).